# Saint-Jean-du-Bruel
Saint-Jean-du-Bruel è un comune francese di 706 abitanti situato nel dipartimento dell'Aveyron nella regione dell'Occitania.

## Società

### Evoluzione demografica
Abitanti censiti